# Lorenzo Carbonari
Lorenzo Carbonari (Ancona, 4 giugno 1823 – Senigallia, 27 dicembre 1890) è stato un patriota italiano.

## Biografia
A Genova partì come nostromo sulla nave ‘’Piemonte’’ con la Spedizione dei Mille. A Calatafimi fece parte dei Carabinieri Genovesi rimanendo ferito al braccio destro ed al torace, sopportando con grande forza i dolori della grave ferita. Nonostante la ferita, che non si era rimarginata, proseguì la campagna garibaldina, combattendo sul Volturno come ufficiale.

Durante la Terza guerra di indipendenza si recò a Brescia ma, a causa della vecchia ferita, non poté arruolarsi con Garibaldi dovendo ricoverarsi in ospedale.
Si trasferì da Ancona a Grottammare, dove possedeva una bettola e dove aprì una bottega di attrezzi per la pesca. A causa dei dolori provocati dalla vecchia ferita, mai guarita, morì suicida nel canale di Senigallia.